# Cantó de Brénod
El cantó de Brénod era una divisió administrativa francesa del departament de l'Ain. Comptava amb 12 municipis i el cap era Brénod. Va desaparèixer el 2015.

## Municipis
- Brénod
- Champdor
- Chevillard
- Condamine
- Corcelles
- Le Grand-Abergement
- Hotonnes
- Izenave
- Lantenay
- Outriaz
- Le Petit-Abergement
- Vieu-d'Izenave

## Història
| Data d'elecció                           | Identitat        | Partit            | Qualitat |
| ---------------------------------------- | ---------------- | ----------------- | -------- |
| 1945-1958                                | Marcien Julliard | radical           |          |
| 1958-1980                                | Michel Carrier   | Divers droite, RI |          |
| 1980-1982                                | Octave Tardy     | MRG               |          |
| 1982-2001                                | Bernard Carrier  | UDF-PR            |          |
| 2001-2015                                | Michel Rivat     | Divers gauche     |          |
| les dades anteriors no són pas conegudes |                  |                   |          |
|                                          |                  |                   |          |

## Demografia
| A partir de 1990: Població sense dobles comptes |